# Kirsty Hawkshaw
Kirsty Hawkshaw  est une chanteuse-auteure-compositrice britannique née le 26 octobre 1969. Elle est connue pour avoir été la chanteuse du groupe Opus III de 1992 à 1994 ainsi que pour ses collaborations avec plusieurs DJ en plus de sa carrière solo.

## Biographie
Kirsty est la fille du compositeur de musiques de films et producteur Alan Hawkshaw et de Christiane Bieberbach.
En 1991, elle est remarquée durant une rave party par Ian Munro, Kevin Dobbs et Nigel Walton connus à cette époque sous le pseudonyme A.S.K., ensemble ils forment le groupe Opus III. Le groupe signe chez PWE International et édite en 1992 son premier album intitulé "Mind Fruit" dont le premier single "It’s a Fine Day", se classera en 5e position des charts britanniques. Le second single extrait de l’album "I Talk to the Wind" ne réitérera pas succès de son prédécesseur,.
Deux ans plus tard le groupe sort son second album, "Guru Mother", dont les deux singles extraits deviendront des succès dans les clubs. Malgré ce succès le groupe se séparera, Kirsty étant inquiète quant au fait que le projet devienne trop commercial.
À la suite de la séparation du groupe, elle commence à collaborer avec plusieurs DJ et commence également à travailler sur son premier album solo. C’est ainsi qu’en 1998 Kirsty édite son premier album solo intitulé "On Ultimate Things", trois singles serviront à la promotion de cet album, "Leafy Lane", "Sci-Clone" et "Dis-Affected".
Un an plus tard, elle édite un album de pistes instrumentales intitulé "Enlightenment", parallèlement la chanteuse continue de collaborer avec d’autres DJ ou groupes, tels que BT, Tiësto ou encore Delerium. Il faudra attendre 2005 pour que Kirsty édite un nouvel album solo nommé "Meta-Message" composé de collaborations ainsi que d’anciennes et nouvelles chansons, après que l’engouement se soit recréé autour de son premier album solo.
En plus de ce nouvel album, Kirsty continue les collaborations et enregistre avec Orbital, avec qui elle avait déjà travaillé au temps de Opus III, ou encore Sleepthief un projet de musique ambient similaire à Delerium. Elle édite également en 2008 deux nouveaux albums instrumentaux nommés "The Ice Castle" et "Winter Moon".